# Oskar Gröning
Oskar Gröning (Nienburg, 1921. június 10. – 2018. március 9.) német SS-Unterscharführer (szakaszvezető), aki 1942 őszétől két évig az auschwitzi koncentrációs tábor őre volt. 

## Élete
Lüneburgban került bíróság elé azzal a váddal, hogy 1944. május 16 és július 11 között legalább háromszázezer ember meggyilkolásakor volt jelen – jóllehet ő maga egy embert sem ölt meg –, ugyanis az SS tagjaként az ő feladata volt a haláltáborba küldött és gázkamrában kivégzett személyek hátramaradt csomagjainak kezelése. Ezzel a deportáltak következő csoportja számára készítette elő a terepet. 2015. július 15-én négy év börtönbüntetésre ítélték.